# Lili Ziedner
Ida Cecilia Maria Ziedner, dite Lili Ziedner, née le 14 septembre 1885 à Stockholm et morte le 10 février 1939, est une actrice suédoise, le plus souvent spécialisée dans les rôles de comédie légère.
Lili Ziedner étudie à l'École dramatique royale entre 1905 et 1908, puis elle est engagée au Vasateatern et au théâtre Folkan. Sa plus grande période de notoriété et d'activité a été entre 1921 et 1936 lorsqu'elle a été engagée par Karl Gerhard. Elle fait ses débuts au cinéma en 1913 dans un film muet de Mauritz Stiller, Mannekänge (Le Mannequin), puis interprète une vingtaine de rôles au cinéma, dont le rôle principal de La Suffragette moderne. Le rôle burlesque le plus célèbre de Lili Ziedner est celui de Mademoiselle Cronblom, dans Pensionat Paradiset en 1937.
Lili Ziedner est la sœur du maître de chapelle Edvin Ziedner. Elle est inhumée au cimetière du Nord du comté de Stockholm.

## Filmographie
- 1913 : Le Mannequin (Mannekängen) de Mauritz Stiller
- 1913 : La Suffragette moderne (Den moderna suffragetten) de Mauritz Stiller
- 1914 : Födelsedagspresenten d'Axel Breidahl
- 1914 : Salomos dom d'Axel Breidahl
- 1914 : Vägen till mannens hjärta d'Axel Breidahl
- 1914 : När svärmor regerar de Mauritz Stiller
- 1915 : Hämnden är ljuv d'Edmond Hansen
- 1917 : Alexandre le Grand (Alexander den store) de Mauritz Stiller
- 1921 : Cirkus Bimbini de Klaus Albrecht
- 1923 : Norrtullsligan de Per Lindberg
- 1926 : Farbror Frans de Sigurd Wallén
- 1931 : Brokiga blad de Valdemar Dalquist et Edvin Adolphson
- 1932 : En stulen vals de Lorens Marmstedt
- 1932 : Kärleksexpressen de Lorens Marmstedt
- 1932 : Le Camp volant de Max Reichmann
- 1934 : En bröllopsnatt på Stjärnehov de  Torsten Lundqvist
- 1934 : Eva går ombord de Lorens Marmstedt et Hilmer Ekdahl
- 1935 : Tjocka släkten de Sölve Cederstrand
- 1935 : Minns du? de Knut Martin
- 1935 : Kärlek efter noter de Gösta Rodin
- 1936 : Kvartetten som sprängdes d'Arne Bornebusch
- 1937 : Pensionat Paradiset de Weyler Hildebrand
- 1938 : Herr Husassistenten de Ragnar Arvedson
- 1939 : Vi två de Schamyl Bauman[3].